# Apple Shampoo
 (octobre 2011).
Si vous disposez d'ouvrages ou d'articles de référence ou si vous connaissez des sites web de qualité traitant du thème abordé ici, merci de compléter l'article en donnant les références utiles à sa vérifiabilité et en les liant à la section « Notes et références ».
Singles de Blink-182
Dammit
(1997) Dick Lips
(1998)
Pistes de Dude Ranch
Untitled
(08) Emo
(10)
Apple Shampoo est une chanson du groupe Blink-182 qui apparaît sur l'album Dude Ranch. Sa version single est sortie le 7 octobre 1997.

## Liste des pistes
| Apple Shampoo | Apple Shampoo | Apple Shampoo                       | Apple Shampoo | Apple Shampoo | Apple Shampoo | Apple Shampoo | Apple Shampoo | Apple Shampoo | Apple Shampoo |
| No            | Titre         | Auteur                              | Durée         |               |               |               |               |               |               |
| ------------- | ------------- | ----------------------------------- | ------------- | ------------- | ------------- | ------------- | ------------- | ------------- | ------------- |
| 1.            | Apple Shampoo | Blink-182                           | 2:52          |               |               |               |               |               |               |
| 2.            | Voyeur        | Blink-182                           | 2:43          |               |               |               |               |               |               |
| 3.            | Good Times    | Dave Grusin, Alan & Marilyn Bergman | 1:04          |               |               |               |               |               |               |
| 6:39          |               |                                     |               |               |               |               |               |               |               |

Goods Times est une reprise du générique du sitcom américain Good Times paru de 1974 à 1979 sur la chaîne CBS.

## Collaborateurs
- Mark Hoppus — Chant, Basse
- Tom DeLonge — Chant, Guitare
- Scott Raynor — Batterie